# جرمه (الجزایر)
جرمه (به عربی: جرمة) یک شهرداری در الجزایر است که در استان باتنه واقع شده‌است.